# Torneo de las Cinco Naciones 1949
El Torneo de las Cinco Naciones de 1949 (Five Nations Championship 1949) fue la 55° edición del principal Torneo de rugby del Hemisferio Norte.
El campeón del torneo fue el seleccionado de Irlanda.

## Clasificación
| Lugar | Selección  | Partidos | Partidos | Partidos  | Partidos | Puntos  | Puntos    | Puntos | Tabla de puntos |
| Lugar | Selección  | Jugados  | Ganados  | Empatados | Perdidos | A favor | En contra | dif.   | Tabla de puntos |
| ----- | ---------- | -------- | -------- | --------- | -------- | ------- | --------- | ------ | --------------- |
| 1     | Irlanda    | 4        | 3        | 0         | 1        | 41      | 24        | +17    | 6               |
| 2     | Inglaterra | 4        | 2        | 0         | 2        | 35      | 29        | +6     | 4               |
| 3     | Francia    | 4        | 2        | 0         | 2        | 24      | 28        | -4     | 4               |
| 4     | Escocia    | 4        | 2        | 0         | 2        | 20      | 37        | -17    | 4               |
| 5     | Gales      | 4        | 1        | 0         | 3        | 17      | 19        | -2     | 2               |

## Resultados
| 15 de enero | Francia | 0 - 8 | Escocia | París, |  |

| 15 de enero | Gales | 9 - 3 | Inglaterra | Cardiff, |  |

| 29 de enero | Irlanda | 9 - 16 | Francia | Dublín, |  |

| 5 de febrero | Escocia | 6 - 5 | Gales | Edimburgo, |  |

| 12 de febrero | Irlanda | 14 - 5 | Inglaterra | Dublín, |  |

| 26 de febrero | Inglaterra | 8 - 3 | Francia | Londres, |  |

| 26 de febrero | Escocia | 3 - 13 | Irlanda | Edimburgo, |  |

| 12 de marzo | Gales | 0 - 5 | Irlanda | Swansea, |  |

| 19 de marzo | Inglaterra | 19 - 3 | Escocia | Londres, |  |

| 26 de marzo | Francia | 5 - 3 | Gales | París, |  |

## Premios especiales
- Triple Corona:  Irlanda
- Copa Calcuta:  Inglaterra